# Білий Ґрунт
Білий Ґрунт (пол. Biały Grunt, нім. Bialygrund, 1934-45: Weißengrund) — село в Польщі, у гміні Свентайно Щиценського повіту Вармінсько-Мазурського воєводства.
Населення — 138 осіб (2011).

## Демографія
Демографічна структура станом на 31 березня 2011 року:
|          | Загалом | Допрацездатний вік | Працездатний вік | Постпрацездатний вік |
| -------- | ------- | ------------------ | ---------------- | -------------------- |
| Чоловіки | 73      | 14                 | 53               | 6                    |
| Жінки    | 65      | 21                 | 32               | 12                   |
| Разом    | 138     | 35                 | 85               | 18                   |